# BMW G02
Der BMW X4 (interne Bezeichnung G02) und X4 M (interne Bezeichnung F98) ist ein seit 2018 angebotenes Crossover-SUV des deutschen Automobilherstellers BMW und das Nachfolgemodell des zwischen 2014 und 2018 gebauten BMW F26. Gegenüber diesem wuchs der G02 in der Länge und der Breite. Er ist mit dem BMW G01 technisch verwandt.

## Geschichte
Vorgestellt wurde der neue X4 am 14. Februar 2018. Formale Öffentlichkeitspremiere hatte das Fahrzeug auf dem 88. Genfer Auto-Salon im März 2018. Im selben Monat lief die Serienproduktion im BMW-Werk Spartanburg an. Die ersten Fahrzeuge wurden im Juli 2018 ausgeliefert.
Auf Basis des G02 präsentierte Alpina ebenfalls auf dem Genfer Auto-Salon 2018 den XD4.
Die Vorstellung des X4 M fand im Februar 2019 statt, die Publikumspremiere erfolgte im April 2019 auf der Auto Shanghai 2019 und im September 2019 fand die Markteinführung statt.
Eine überarbeitete Version der Baureihe wurde im Juni 2021 präsentiert. Sie kam im August 2021 in den Handel.

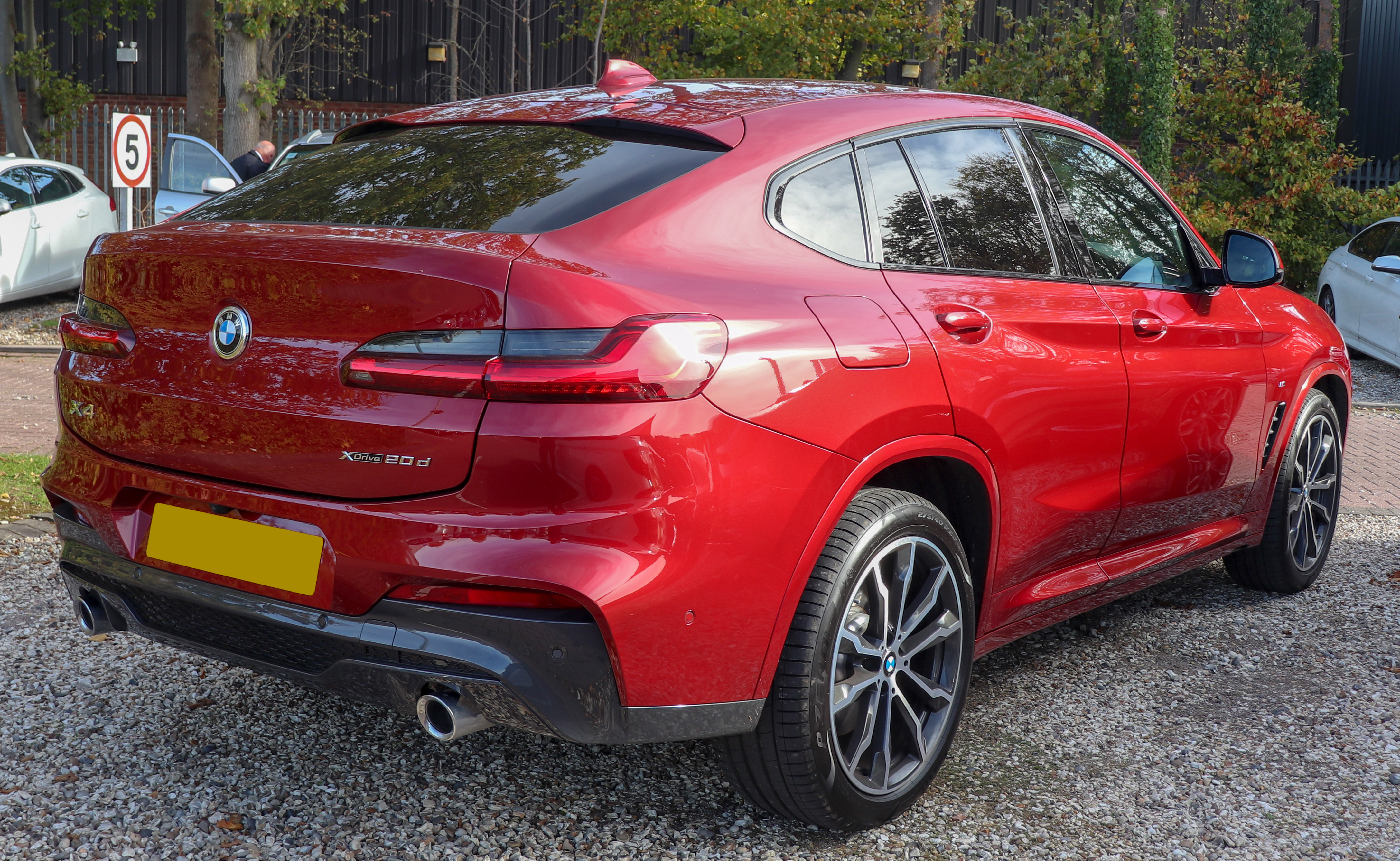
Heckansicht
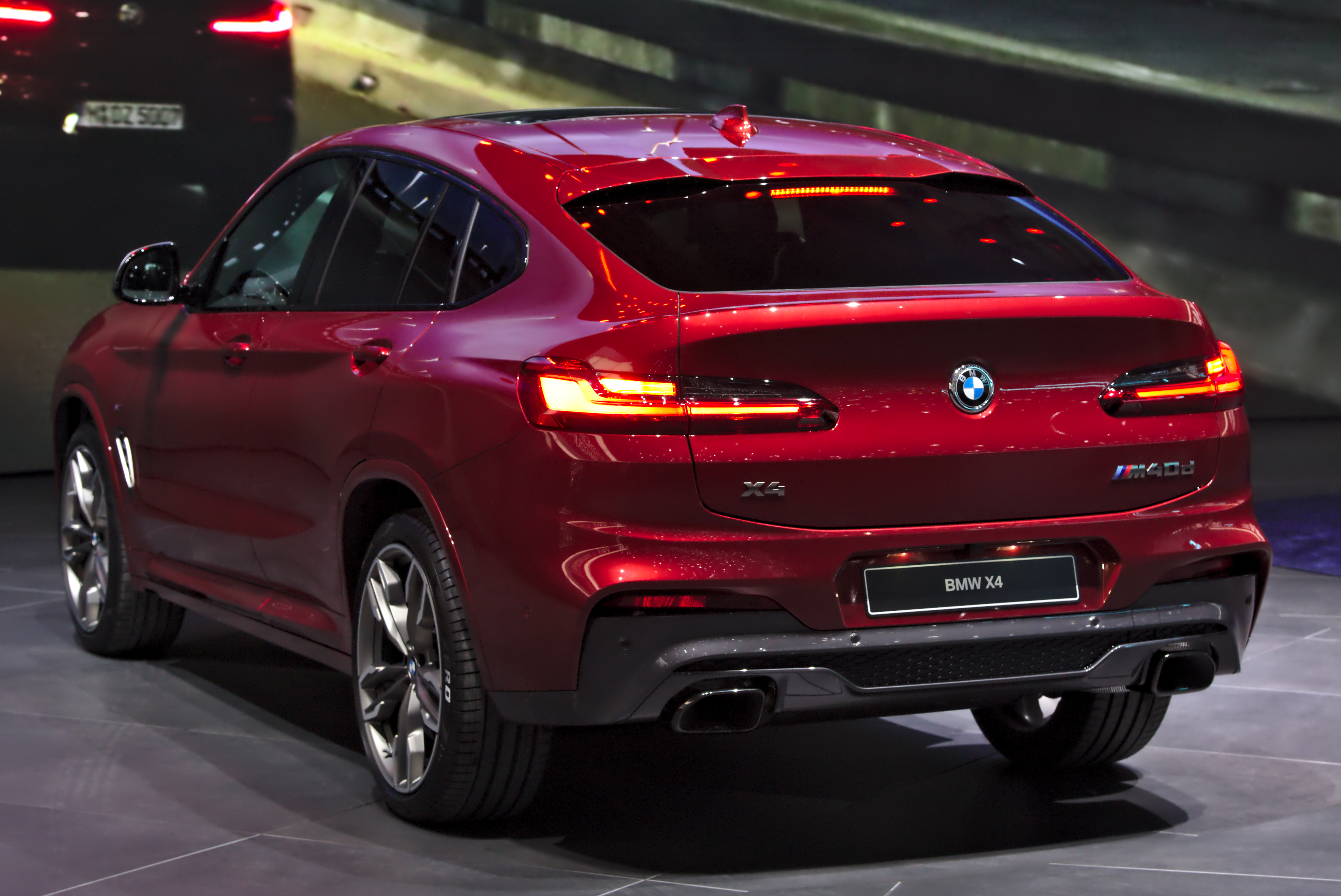
BMW X4 M40d auf dem Genfer Auto-Salon 2018
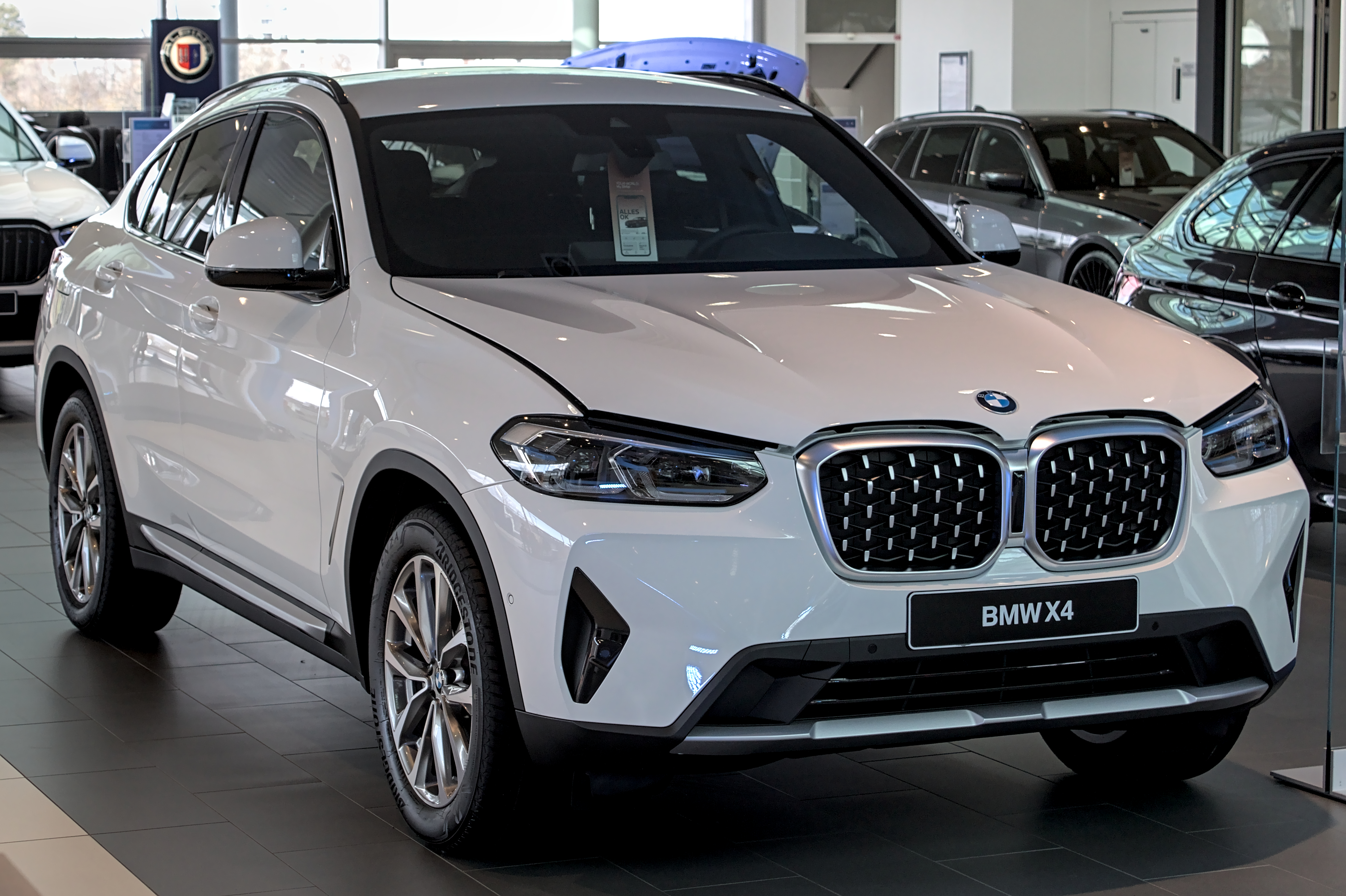
BMW X4 xDrive20d (seit 2021)
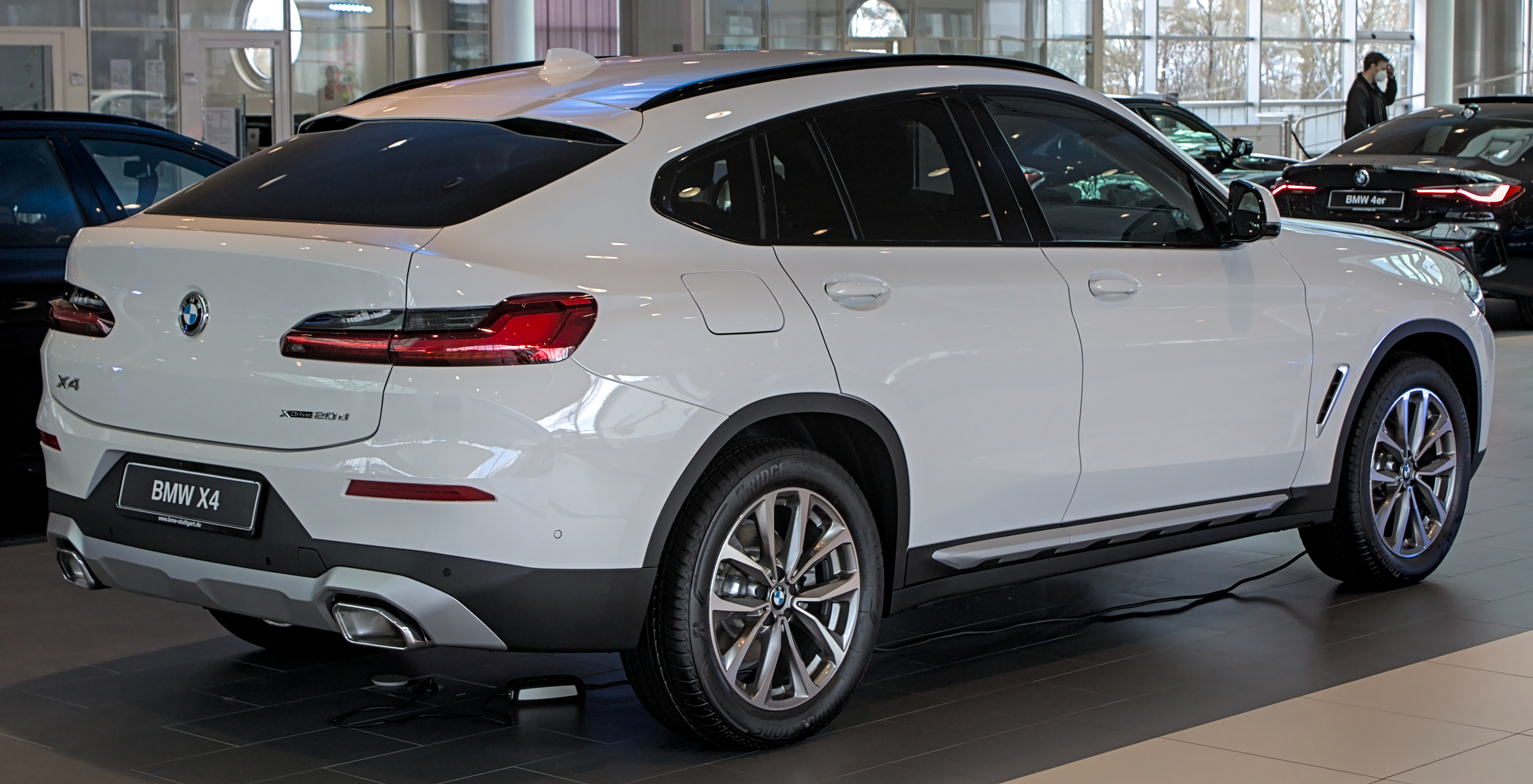
Heckansicht
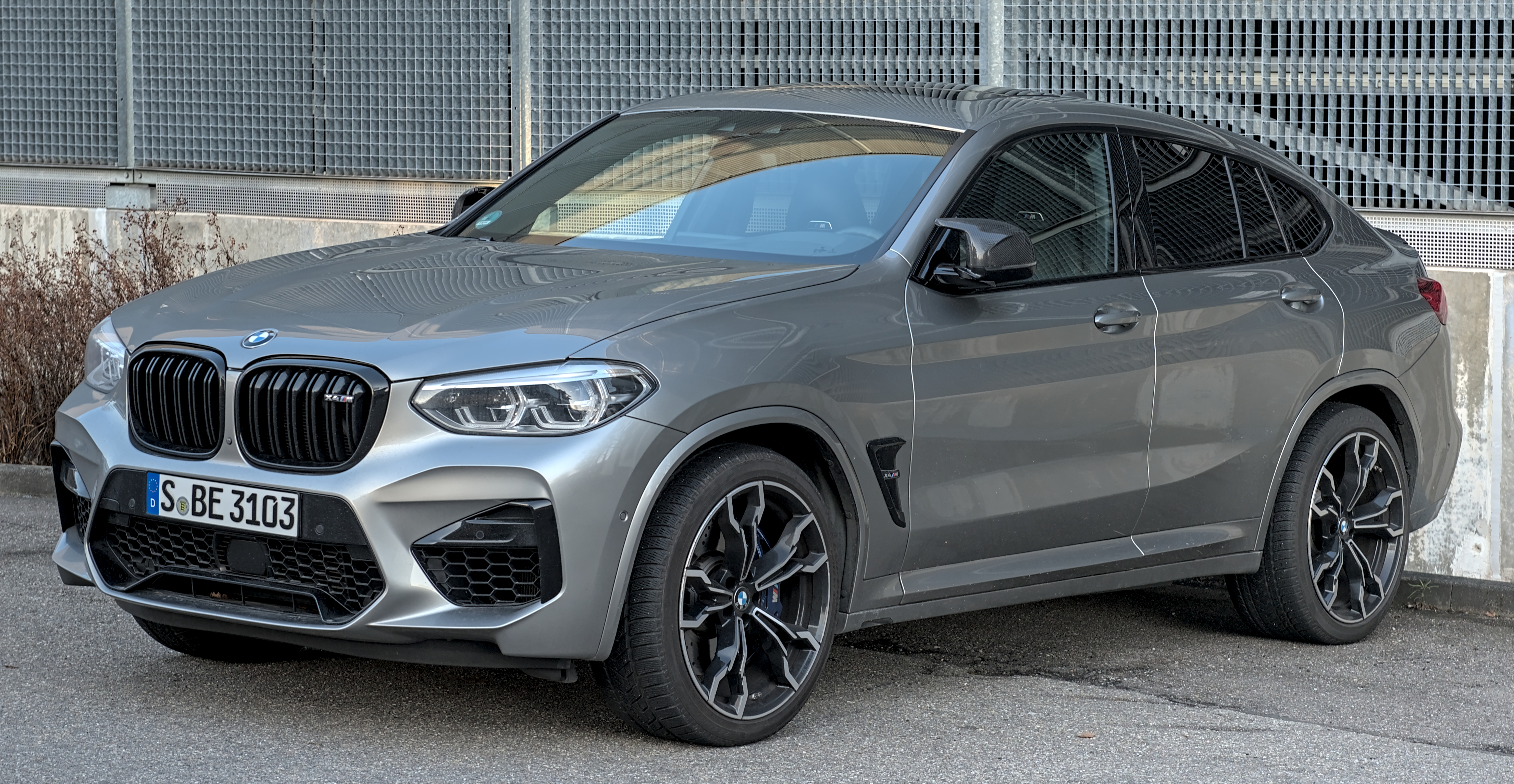
BMW X4 M Competition (2019–2021)
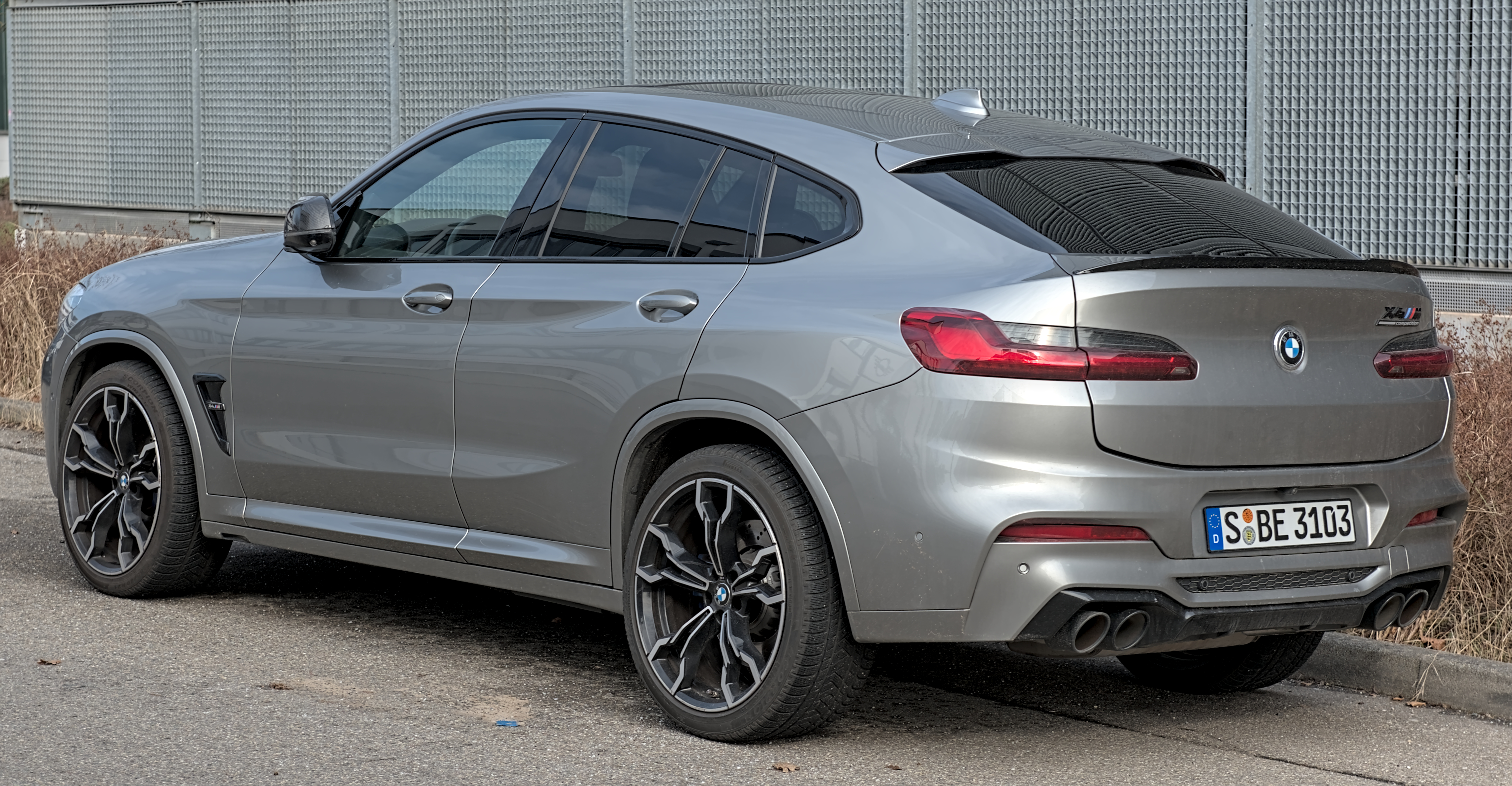
Heckansicht
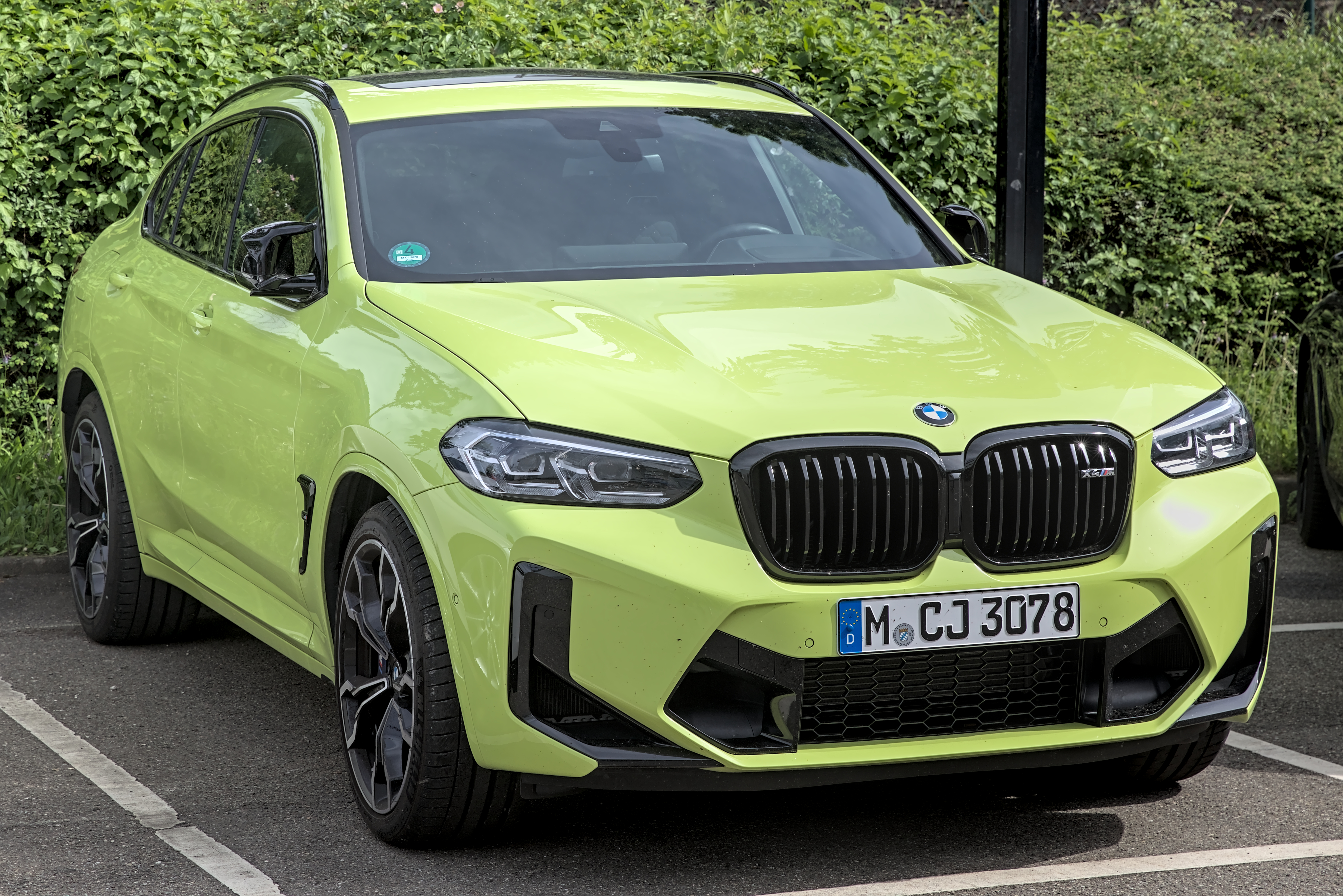
BMW X4 M (mit Gelbfarbton seit August 2021[11])
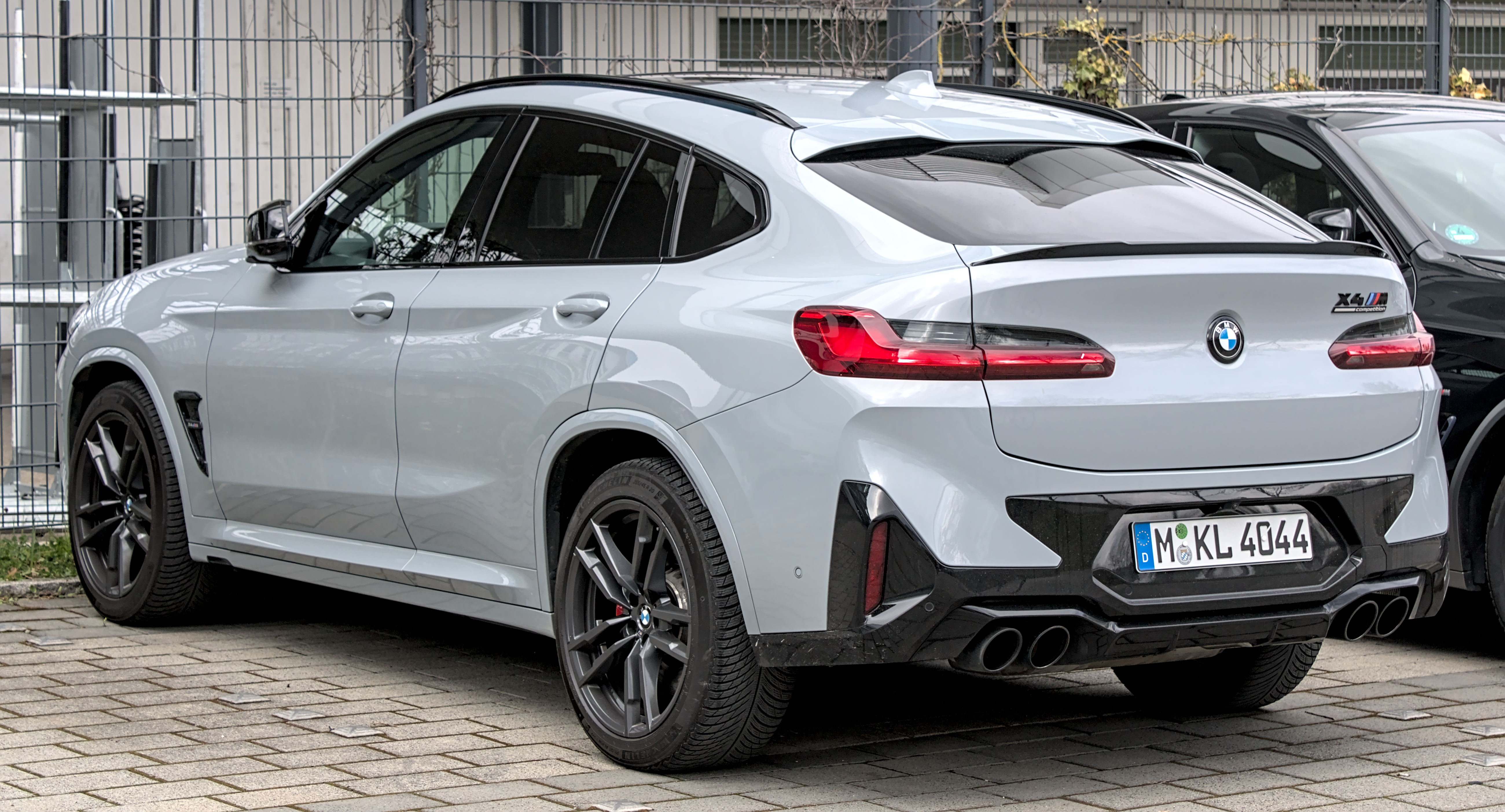
Heckansicht

## Ausstattungen
Für den G02 wird eine Luftionisationsanlage mit einer Funktion zur Beeinflussung des Innenraumdufts (Duftorgel, Bezeichnung von BMW „Ambient Air Paket“) angeboten, die im Handschuhfach platziert ist.

## Technik
Technisch baut der X4 der zweiten Generation wie der BMW G01 auf der CLAR-Plattform auf.

### Antriebsstrang
Alle Modelle sind serienmäßig mit dem Allradantrieb xDrive und einem 8-Stufen-Automatikgetriebe ausgestattet.

### Motoren
Erstmals steht im X4 mit dem M40d eine Diesel-Variante der BMW M GmbH zur Auswahl.
Der Alpina XD4 wird von einem Dieselmotor mit 285 kW (388 PS) maximaler Leistung angetrieben.
Seit September 2019 wird zudem der X4 M angeboten, dessen neuentwickelter Dreiliter-Reihensechszylindermotor maximal 353 kW (480 PS) bzw. mit Competition-Paket maximal 375 kW (510 PS) leistet.

### Sicherheit
Aufgrund der gleichen technischen Basis wurden die Crashtestbewertung des im Jahr 2017 mit dem BMW G01 durchgeführten Euro-NCAP-Crashtests von fünf Sternen auf den BMW G02 übertragen.

## Technische Daten

### Ottomotoren
|                                                                  | xDrive20i                       | xDrive20i                       | xDrive20i                       | xDrive30i                       | xDrive30i                       | xDrive30i                       | M40i                            | M40i                            | M40i                            | M40i                            | M [F98]                    | M Competition [F98]        | M Competition [F98]      | M Competition [F98]      |
| ---------------------------------------------------------------- | ------------------------------- | ------------------------------- | ------------------------------- | ------------------------------- | ------------------------------- | ------------------------------- | ------------------------------- | ------------------------------- | ------------------------------- | ------------------------------- | -------------------------- | -------------------------- | ------------------------ | ------------------------ |
| Bauzeit                                                          | 03/2018–08/2021                 | 08/2021–11/2023                 | seit 11/2023                    | seit 11/2023                    | 08/2021–03/2024                 | 03/2018–08/2021                 | 08/2018–11/2019                 | 11/2019–08/2021                 | 08/2021–03/2024                 | seit 03/2024                    | 09/2019–08/2021            | 09/2019–08/2021            | 08/2021–03/2024          | seit 03/2024             |
| Motor                                                            | Ottomotor                       | Ottomotor                       | Ottomotor                       | Ottomotor                       | Ottomotor                       | Ottomotor                       | Ottomotor                       | Ottomotor                       | Ottomotor                       | Ottomotor                       | Ottomotor                  | Ottomotor                  | Ottomotor                | Ottomotor                |
| Motorbauart                                                      | R4                              | R4                              | R4                              | R4                              | R4                              | R4                              | R6                              | R6                              | R6                              | R6                              | R6                         | R6                         | R6                       | R6                       |
| Gemischaufbereitung                                              | Direkteinspritzung              | Direkteinspritzung              | Direkteinspritzung              | Direkteinspritzung              | Direkteinspritzung              | Direkteinspritzung              | Direkteinspritzung              | Direkteinspritzung              | Direkteinspritzung              | Direkteinspritzung              | Direkteinspritzung         | Direkteinspritzung         | Direkteinspritzung       | Direkteinspritzung       |
| Aufladung                                                        | Twin-Scroll-Abgasturbolader (1) | Twin-Scroll-Abgasturbolader (1) | Twin-Scroll-Abgasturbolader (1) | Twin-Scroll-Abgasturbolader (1) | Twin-Scroll-Abgasturbolader (1) | Twin-Scroll-Abgasturbolader (1) | Twin-Scroll-Abgasturbolader (1) | Twin-Scroll-Abgasturbolader (1) | Twin-Scroll-Abgasturbolader (1) | Twin-Scroll-Abgasturbolader (1) | Biturbo                    | Biturbo                    | Biturbo                  | Biturbo                  |
| Hubraum                                                          | 1998 cm³                        | 1998 cm³                        | 1998 cm³                        | 1998 cm³                        | 1998 cm³                        | 1998 cm³                        | 2998 cm³                        | 2998 cm³                        | 2998 cm³                        | 2998 cm³                        | 2993 cm³                   | 2993 cm³                   | 2993 cm³                 | 2993 cm³                 |
| Verdichtungsverhältnis                                           | 11,0 : 1                        | 11,0 : 1                        | 11,0 : 1                        | 10,2 : 1                        | 10,2 : 1                        | 10,2 : 1                        | 11,0 : 1                        | 11,0 : 1                        | 10,2 : 1                        | 10,2 : 1                        | 9,3 : 1                    | 9,3 : 1                    | 9,3 : 1                  | 9,3 : 1                  |
| max. Leistung bei 1/min                                          | 135 kW (184 PS)/ 5000–6500      | 135 kW (184 PS)/ 5000–6500      | 135 kW (184 PS)/ 5000–6500      | 180 kW (245 PS)/ 5000–6500      | 180 kW (245 PS)/ 5000–6500      | 185 kW (252 PS)/ 5200–6500      | 260 kW (354 PS)/ 5500–6500      | 265 kW (360 PS)/ 5200–6500      | 265 kW (360 PS)/ 5200–6500      | 265 kW (360 PS)/ 5200–6500      | 353 kW (480 PS)/ 6250      | 375 kW (510 PS)/ 6250      | 375 kW (510 PS)/ 6250    | 375 kW (510 PS)/ 6250    |
| max. Drehmoment bei 1/min                                        | 290 Nm/ 1350–4250               | 300 Nm/ 1350–4000               | 300 Nm/ 1350–4000               | 350 Nm/ 1560–4800               | 350 Nm/ 1560–4800               | 350 Nm/ 1450–4800               | 500 Nm/ 1550–4500               | 500 Nm/ 1850–5000               | 500 Nm/ 1900–5000               | 500 Nm/ 1900–5000               | 600 Nm/ 2600–5600          | 600 Nm/ 2600–5950          | 650 Nm/ 2750–5500        | 650 Nm/ 2750–5500        |
| Getriebe, serienmäßig                                            | 8-Gang-Automatikgetriebe        | 8-Gang-Automatikgetriebe        | 8-Gang-Automatikgetriebe        | 8-Gang-Automatikgetriebe        | 8-Gang-Automatikgetriebe        | 8-Gang-Automatikgetriebe        | 8-Gang-Automatikgetriebe        | 8-Gang-Automatikgetriebe        | 8-Gang-Automatikgetriebe        | 8-Gang-Automatikgetriebe        | 8-Gang-Automatikgetriebe   | 8-Gang-Automatikgetriebe   | 8-Gang-Automatikgetriebe | 8-Gang-Automatikgetriebe |
| Antrieb, serienmäßig                                             | Allradantrieb                   | Allradantrieb                   | Allradantrieb                   | Allradantrieb                   | Allradantrieb                   | Allradantrieb                   | Allradantrieb                   | Allradantrieb                   | Allradantrieb                   | Allradantrieb                   | Allradantrieb              | Allradantrieb              | Allradantrieb            | Allradantrieb            |
| Beschleunigung, 0–100 km/h in s                                  | 8,3                             | 8,4                             | 8,4                             | 6,6                             | 6,6                             | 6,3                             | 4,8                             | 4,8                             | 4,9                             | 4,9                             | 4,2                        | 4,1                        | 3,8                      | 3,8                      |
| Höchstgeschwindigkeit, km/h                                      | 215                             | 215                             | 215                             | 235                             | 235                             | 240                             | 250                             | 250                             | 250                             | 250                             | 250 280 (2)                | 250 285 (2)                | 250 285 (2)              | 250 285 (2)              |
| Kraftstoffverbrauch, nach EWG-Richtlinie, kombiniert in l/100 km | 7,1–7,3                         |                                 | 8,3                             | 8,5                             |                                 | 7,2–7,3                         | 9,0–9,1                         | 7,8–8,1                         |                                 | 9,5                             | 10,5–10,9                  | 10,5–10,9                  |                          | 10,8                     |
| CO2-Emission mit Seriengetriebe, kombiniert in g/km              | 163–168                         |                                 | 190                             | 192                             |                                 | 164–168                         | 205–206                         | 177–185                         |                                 | 215                             | 239–251                    | 239–251                    |                          | 247                      |
| Abgasnorm nach EU-Klassifikation                                 | Euro 6d-TEMP / Euro 6d (3)      | Euro 6d                         | Euro 6e                         | Euro 6e                         | Euro 6d                         | Euro 6d-TEMP / Euro 6d (3)      | Euro 6d-TEMP                    | Euro 6d-TEMP / Euro 6d (3)      | Euro 6d                         | Euro 6e                         | Euro 6d-TEMP / Euro 6d (6) | Euro 6d-TEMP / Euro 6d (6) | Euro 6d                  | Euro 6e                  |

### Dieselmotoren
|                                                                   | xDrive20d                                       | xDrive20d                                       | xDrive20d                                       | xDrive25d                                       | xDrive30d                                       | xDrive30d                                       | xDrive30d                                       | xDrive30d                                       | M40d                                            | M40d                                            | M40d                                            | M40d                                            |
| ----------------------------------------------------------------- | ----------------------------------------------- | ----------------------------------------------- | ----------------------------------------------- | ----------------------------------------------- | ----------------------------------------------- | ----------------------------------------------- | ----------------------------------------------- | ----------------------------------------------- | ----------------------------------------------- | ----------------------------------------------- | ----------------------------------------------- | ----------------------------------------------- |
| Bauzeit                                                           | 03/2018–08/2021                                 | 08/2021–03/2024                                 | seit 03/2024                                    | 03/2018–06/2019                                 | 08/2018–06/2020                                 | 08/2020–08/2021                                 | 08/2021–03/2024                                 | seit 03/2024                                    | 03/2018–06/2020                                 | 08/2020–08/2021                                 | 08/2021–03/2024                                 | seit 03/2024                                    |
| Motor                                                             | Dieselmotor                                     | Dieselmotor                                     | Dieselmotor                                     | Dieselmotor                                     | Dieselmotor                                     | Dieselmotor                                     | Dieselmotor                                     | Dieselmotor                                     | Dieselmotor                                     | Dieselmotor                                     | Dieselmotor                                     | Dieselmotor                                     |
| Motorbauart                                                       | R4                                              | R4                                              | R4                                              | R4                                              | R6                                              | R6                                              | R6                                              | R6                                              | R6                                              | R6                                              | R6                                              | R6                                              |
| Gemischaufbereitung                                               | Common-Rail-Direkteinspritzung                  | Common-Rail-Direkteinspritzung                  | Common-Rail-Direkteinspritzung                  | Common-Rail-Direkteinspritzung                  | Common-Rail-Direkteinspritzung                  | Common-Rail-Direkteinspritzung                  | Common-Rail-Direkteinspritzung                  | Common-Rail-Direkteinspritzung                  | Common-Rail-Direkteinspritzung                  | Common-Rail-Direkteinspritzung                  | Common-Rail-Direkteinspritzung                  | Common-Rail-Direkteinspritzung                  |
| Aufladung                                                         | Abgasturbolader mit variabler Turbinengeometrie | Abgasturbolader mit variabler Turbinengeometrie | Abgasturbolader mit variabler Turbinengeometrie | Abgasturbolader mit variabler Turbinengeometrie | Abgasturbolader mit variabler Turbinengeometrie | Abgasturbolader mit variabler Turbinengeometrie | Abgasturbolader mit variabler Turbinengeometrie | Abgasturbolader mit variabler Turbinengeometrie | Abgasturbolader mit variabler Turbinengeometrie | Abgasturbolader mit variabler Turbinengeometrie | Abgasturbolader mit variabler Turbinengeometrie | Abgasturbolader mit variabler Turbinengeometrie |
| Hubraum                                                           | 1995 cm³                                        | 1995 cm³                                        | 1995 cm³                                        | 1995 cm³                                        | 2993 cm³                                        | 2993 cm³                                        | 2993 cm³                                        | 2993 cm³                                        | 2993 cm³                                        | 2993 cm³                                        | 2993 cm³                                        | 2993 cm³                                        |
| Verdichtungsverhältnis                                            | 16,5 : 1                                        | 16,5 : 1                                        | 16,5 : 1                                        | 16,5 : 1                                        | 16,5 : 1                                        | 16,5 : 1                                        | 16,5 : 1                                        | 16,5 : 1                                        | 16,5 : 1                                        | 16,5 : 1                                        | 16,5 : 1                                        | 16,5 : 1                                        |
| max. Leistung bei 1/min                                           | 140 kW (190 PS)/ 4000                           | 140 kW (190 PS)/ 4000                           | 140 kW (190 PS)/ 4000                           | 170 kW (231 PS)/ 4400                           | 195 kW (265 PS)/ 4000                           | 210 kW (286 PS)/ 4000                           | 210 kW (286 PS)/ 4000                           | 210 kW (286 PS)/ 4000                           | 240 kW (326 PS)/ 4400                           | 250 kW (340 PS)/ 4400                           | 250 kW (340 PS)/ 4400                           | 250 kW (340 PS)/ 4400                           |
| max. Drehmoment bei 1/min                                         | 400 Nm/ 1750–2500                               | 400 Nm/ 1750–2500                               | 400 Nm/ 1750–2500                               | 500 Nm/ 2000                                    | 620 Nm/ 2000–2500                               | 650 Nm/ 1500–2500                               | 650 Nm/ 1500–2500                               | 650 Nm/ 1500–2500                               | 680 Nm/ 1750–2250                               | 700 Nm/ 1750–2250                               | 700 Nm/ 1750–2250                               | 700 Nm/ 1750–2250                               |
| Getriebe, serienmäßig                                             | 8-Gang-Automatikgetriebe                        | 8-Gang-Automatikgetriebe                        | 8-Gang-Automatikgetriebe                        | 8-Gang-Automatikgetriebe                        | 8-Gang-Automatikgetriebe                        | 8-Gang-Automatikgetriebe                        | 8-Gang-Automatikgetriebe                        | 8-Gang-Automatikgetriebe                        | 8-Gang-Automatikgetriebe                        | 8-Gang-Automatikgetriebe                        | 8-Gang-Automatikgetriebe                        | 8-Gang-Automatikgetriebe                        |
| Antrieb, serienmäßig                                              | Allradantrieb                                   | Allradantrieb                                   | Allradantrieb                                   | Allradantrieb                                   | Allradantrieb                                   | Allradantrieb                                   | Allradantrieb                                   | Allradantrieb                                   | Allradantrieb                                   | Allradantrieb                                   | Allradantrieb                                   | Allradantrieb                                   |
| Beschleunigung, 0–100 km/h in s                                   | 8,0                                             | 7,9                                             | 7,9                                             | 6,8                                             | 5,8                                             | 5,7                                             | 5,7                                             | 5,7                                             | 4,9                                             | 4,9                                             | 4,9                                             | 4,9                                             |
| Höchstgeschwindigkeit, km/h                                       | 213                                             | 213                                             | 213                                             | 230                                             | 240                                             | 245                                             | 245                                             | 245                                             | 250                                             | 250                                             | 250                                             | 250                                             |
| Kraftstoffverbrauch (nach EWG-Richtlinie, kombiniert in l/100 km) | 5,4–5,6                                         |                                                 | 6,8                                             | 5,5–5,7                                         | 5,8–6,0                                         | 5,1–5,6                                         |                                                 | 7,4                                             | 6,4–6,6                                         | 5,6–5,9                                         |                                                 | 7,7                                             |
| CO2-Emission mit Seriengetriebe, kombiniert in g/km               | 142–149                                         |                                                 | 177                                             | 145–149                                         | 153–158                                         | 136–146                                         |                                                 | 193                                             | 170–173                                         | 147–156                                         |                                                 | 202                                             |
| Abgasnorm nach EU-Klassifikation                                  | Euro 6 / Euro 6d-TEMP (5) / Euro 6d (6)         | Euro 6d                                         | Euro 6e                                         | Euro 6                                          | Euro 6d-TEMP                                    | Euro 6d                                         | Euro 6d                                         | Euro 6e                                         | Euro 6d-TEMP                                    | Euro 6d                                         | Euro 6d                                         | Euro 6e                                         |